# Viñegra de Moraña
Viñegra de Moraña ist ein zentralspanischer Ort und eine Gemeinde (municipio) mit 48 Einwohnern (Stand: 2024) in der Provinz Ávila in der Autonomen Region Kastilien-León. 

## Lage und Klima
Viñegra de Moraña liegt auf der Südseite der Sierra de Gredos in der Provinz Ávila in einer Höhe von ca. 860 m. 
Die Entfernung nach Ávila beträgt knapp 26 km (Fahrtstrecke) in südsüdöstlicher Richtung. Das Klima ist gemäßigt bis warm; der Regen fällt mit Ausnahme der trockenen Sommermonate übers Jahr verteilt.

## Bevölkerungsentwicklung
| Jahr      | 1970 | 1981 | 1991 | 2001 | 2011 | 2021 |
| Einwohner | 185  | 120  | 92   | 86   | 57   | 51   |

## Sehenswürdigkeiten

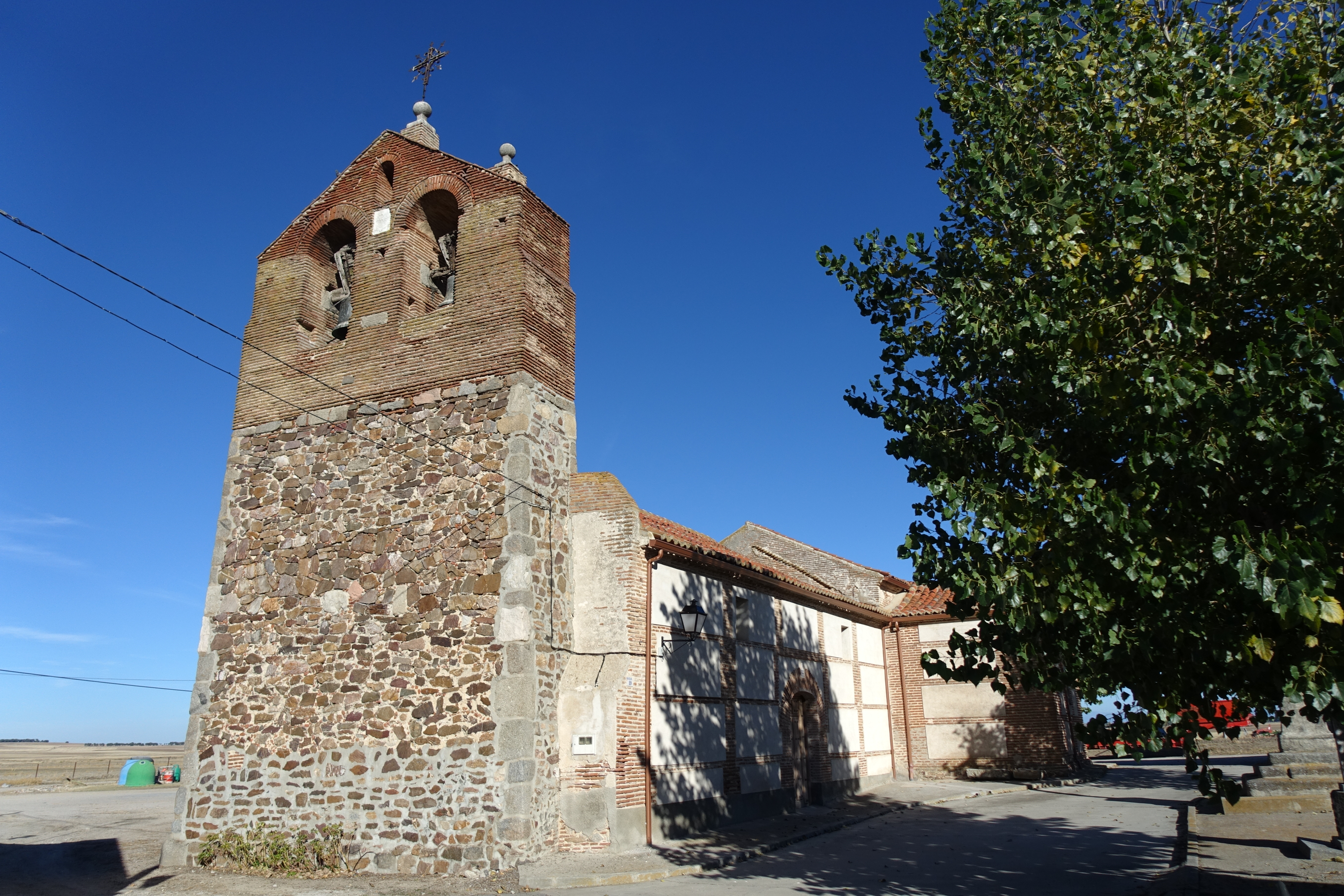
Dominikuskirche
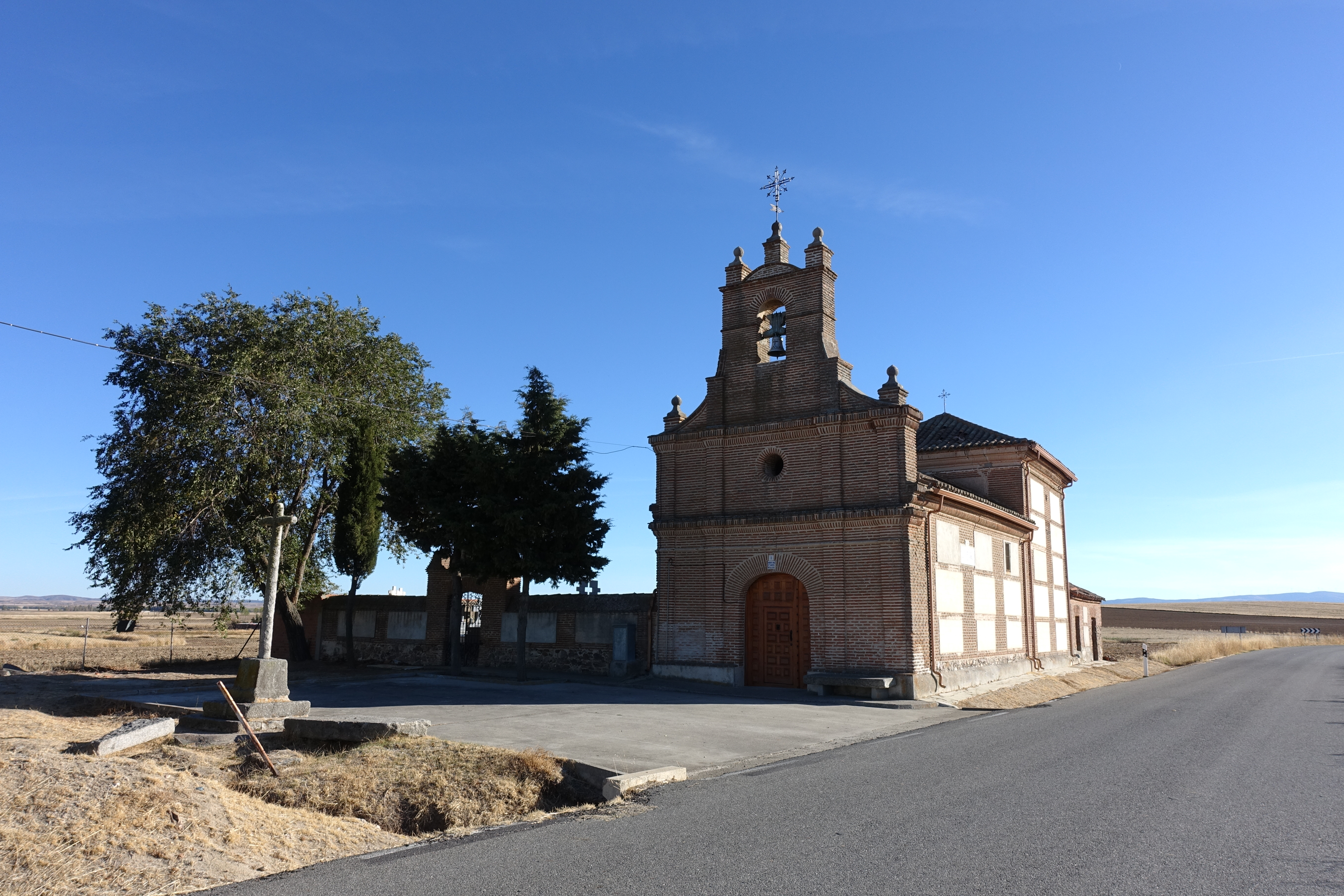
Christuskapelle
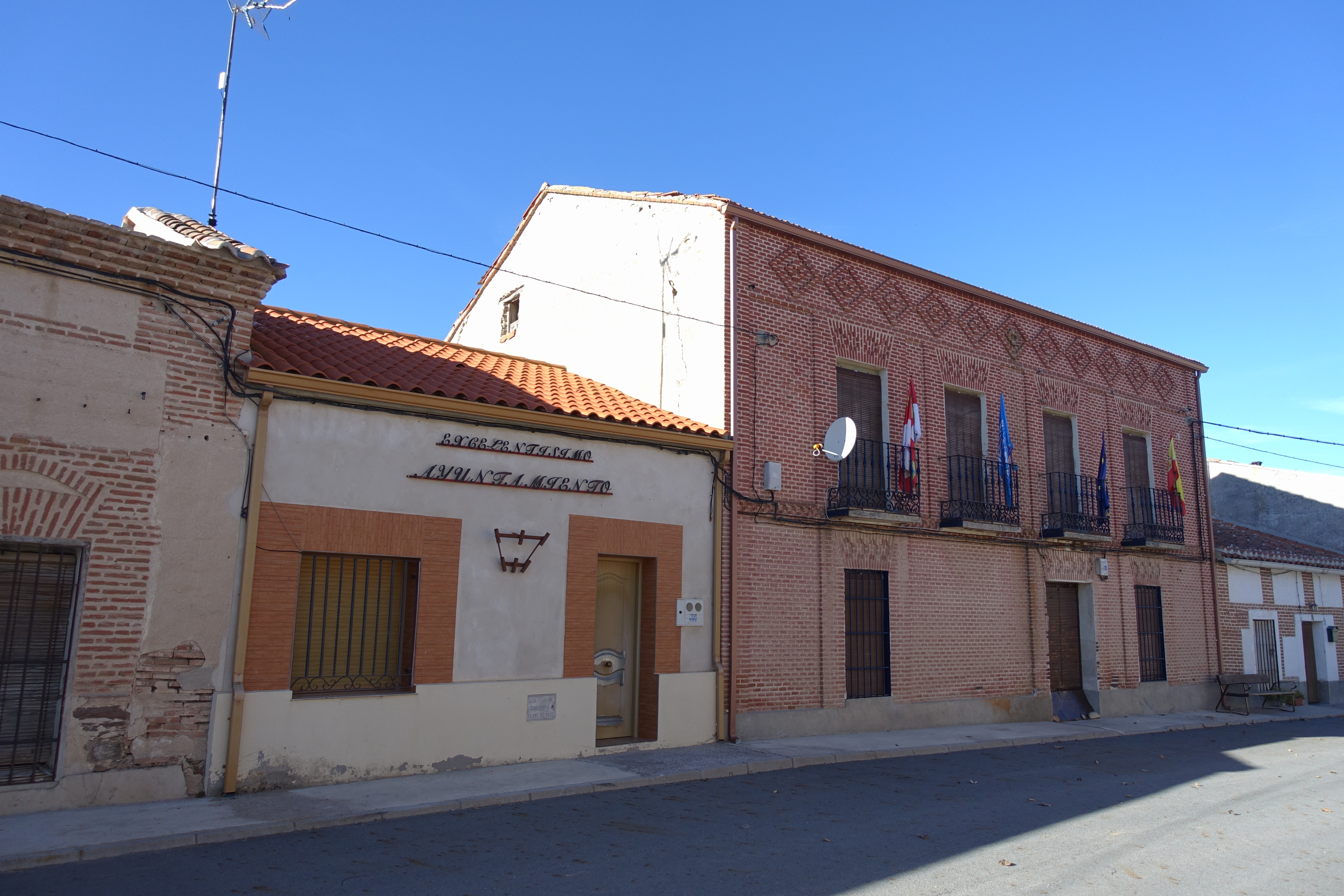
Rathaus

- Dominikuskirche
- Christuskapelle
- Rathaus